# NSTG Mährisch-Schönberg
Die Nationalsozialistische Turngemeinde Mährisch-Schönberg (kurz: NSTG Mährisch-Schönberg) war ein Sportverein mit Sitz in der heutzutage tschechischen Stadt Šumperk.

## Geschichte
Die NSTG stieg zur Saison 1941/42 aus der Bezirksliga in die Gauliga Sudetenland auf und wurde dort in die Staffel Ost eingegliedert. Nach dieser Saison landete die Mannschaft mit 4:16 Punkten auf dem fünften Platz der Tabelle. Allerdings zog sich die Mannschaft am Ende der Saison auch wieder zurück. Danach spielte die Mannschaft nicht mehr in der ersten Liga. Nach der Kapitulation des Deutschen Reiches wurde der Reichsgau Sudetenland wieder in die Tschechoslowakei eingegliedert. Spätestens dann wurde der Verein auch aufgelöst.